# Alchemilla lidijae
Alchemilla lidijae é uma espécie de rosácea do gênero Alchemilla, pertencente à família Rosaceae.